# Carrer de París (l'Hospitalet de Llobregat)
El carrer de París és un carrer del barri de Collblanc de la ciutat de l'Hospitalet de Llobregat (Barcelonès). Les cases en l'inici del carrer, als números 1 i 3-5, són edificis del 1924-1925 protegits com a béns culturals d'interès local.
L'habitatge al número 1 és un edifici d'habitatges de planta baixa i tres pisos. La façana del carrer París és de composició vertical, amb dos línies verticals de balcons a l'extrem dret i el relleu a l'extrem esquerre. La façana que dona al carrer Rafael Campalans és de composició horitzontal amb balcons seguits, els de la primera planta són d'obra i els de la resta de pisos tenen baranes de ferro. Destaquen els esgrafiats de la cantonada. La part baixa de la façana ha estat molt modificada. Es va afegir un pis a l'immoble.
L'habitatge als números 3-5 és un edifici de planta baixa i tres pisos amb façana emmarcada per unes pilastres d'ordre gegant i estriades que abracen des de la primera planta a la cornisa. La cornisa està treballada amb un acabament d'aspecte clàssic modernista. Els balcons són continus amb barana de forja diferents a cada pis. L'estucat de la façana imita línies de carreus.